# 金子勇 (社会学者)
金子 勇（かねこ いさむ、1949年6月26日 - ）は、日本の社会学者。専門は「少子化と高齢化の福祉社会学」、「都市社会学」、「音楽社会学」。北海道大学名誉教授、神戸学院大学教授。元北海道社会学会会長。

## 略歴
福岡県大川市に生まれる。1968年福岡県立伝習館高校、1972年九州大学文学部卒業。1977年同大学大学院文学研究科博士課程単位取得満期退学。同大学では 鈴木廣に学ぶ。1977年久留米大学商学部講師、その後同学部助教授(1979年)、教授（1984年）を経て、1984年北海道大学文学部助教授（社会学担当）として「北の大地」へ赴く。1993年博士（文学。九州大学乙第5510号。学位請求論文「都市高齢社会と地域福祉」）。

## 人物
- 感性の強い思春期の頃から音楽とりわけ歌謡曲に強い興味を持ち続ける。歌謡曲の作詞・作曲も試みてきたが、後年、これらの曲を元に「北の恋心」というタイトルの音楽CDを出した[1]。また、5年間の神戸暮らしの中で、「丹波篠山風の音」と「神戸坂道四季の音」の二曲入りのCDも自主制作した。
- これらを合わせて六曲入りの「昭和歌謡作品集」を公表した。
- 趣味の一つであるカラオケでの持ち歌としては、古賀政男、吉田正作曲の楽曲を小学生の頃から愛唱[1][2]。
- 「若き旅人」というハンドルネームでアマゾンでのレビュー活動も行っている。

## 受賞歴
学会賞受賞歴（単著）としては、1989年に第1回日本計画行政学会賞、1994年に第14回日本都市学会賞（奥井記念賞）がある。

## 著書

### 単著
- 『コミュニティの社会理論』（アカデミア出版会, 1982年）NCID BN01440015、OCLC 833230948。
- 『高齢化の社会設計』（アカデミア出版会, 1984年）全国書誌番号:88021047、NCID BN02021608。
- 『都市高齢社会と地域福祉』（ミネルヴァ書房, 1993年）ISBN 4623022455
- 『高齢社会・何がどう変わるか』（講談社［講談社現代新書］, 1995年）ISBN 4061492365
- 『地域福祉社会学――新しい高齢社会像』（ミネルヴァ書房, 1997年）ISBN 4623027651
- 『高齢社会とあなた――福祉資源をどうつくるか』（日本放送出版協会［NHKブックス］, 1998年）ISBN 4140018402
- 『社会学的創造力』（ミネルヴァ書房, 2000年）ISBN 4623031748
- 『都市の少子社会――世代共生をめざして』（東京大学出版会, 2003年）ISBN 4130501526
- 『少子化する高齢社会』（日本放送出版協会［NHKブックス］, 2006年）ISBN 4140910526
- 『社会調査から見た少子高齢社会』（ミネルヴァ書房, 2006年）ISBN 4623045676
- 『格差不安時代のコミュニティ社会学――ソーシャル・キャピタルからの処方箋』（ミネルヴァ書房, 2007年）ISBN 978-4623049226
- 『社会分析』（ミネルヴァ書房，2009年）ISBN 978-4623054381
- 『吉田正――誰よりも君を愛す』（ミネルヴァ書房, 2010年）ISBN 978-4623056231
- 『コミュニティの創造的探求』（新曜社, 2011年）ISBN 978-4788512160
- 『環境問題の知識社会学』（ミネルヴァ書房, 2012年）ISBN 978-4623062485
- 『「時代診断」の社会学』（ミネルヴァ書房, 2013年）ISBN 978-4623065868
- 『「成熟社会」を解読する』（ミネルヴァ書房, 2014年）ISBN 978-4623070107
- 『日本のアクティブエイジング』（北海道大学出版会,2014年）ISBN 978-4832968080
- 『「地方創生と消滅」の社会学』（ミネルヴァ書房，2016年）ISBN 978-4623074884
- 『日本の子育て共同参画社会』（ミネルヴァ書房，2016年）ISBN 978-4623075256
- 『社会学の問題解決力』（ミネルヴァ書房，2018年）ISBN 978-4623083503

### 共著
- 鈴木廣編『コミュニティ・モラールと社会移動の研究』(アカデミア出版会,1978年)全国書誌番号:88021048、NCID BN00865675。
- （長谷川公一）『マクロ社会学――社会変動と時代診断の科学』（新曜社, 1993年）ISBN 4788504391
- （藤田弘夫・吉原直樹・盛山和夫・今田高俊）『社会学の学び方・活かし方――団塊世代の社会理論探求史』（勁草書房, 2011年）ISBN 4326653558

### 編著
- 『講座・社会変動（8）高齢化と少子社会』（ミネルヴァ書房, 2002年）ISBN 4623036081
- 『高田保馬リカバリー』（ミネルヴァ書房, 2003年）ISBN 4623039226
- 『講座社会変動（10）計画化と公共性』（ミネルヴァ書房，2017年）ISBN 978-4623080281
- 『変動のマクロ社会学』（ミネルヴァ書房，2019年）ISBN 978-4623084500

### 共編著
- （松本洸）『クオリティ・オブ・ライフ――現代社会を知る』（福村出版, 1986年）全国書誌番号:87008638、NCID BN00644359。
- （園部雅久）『都市社会学のフロンティア（3）変動・居住・計画』（日本評論社, 1992年）ISBN 4535067031
- （森岡清志）『都市化とコミュニティの社会学』（ミネルヴァ書房, 2001年）ISBN 4623033686
- （長谷川公一）『講座・社会変動（1）社会変動と社会学』（ミネルヴァ書房, 2008年）ISBN 978-4623053582
- (鳥越晧之)『現場から創る社会学理論』（ミネルヴァ書房，2017年）ISBN 978-4623078196